# Сто видов Фудзи (Хокусай)
Сто видов Фудзи (яп. 富嶽百景 Фугаку хяку-кэй) — серия гравюр японского художника Кацусики Хокусая, изданная в 1834—1835 годах тремя альбомами. Серия была задумана как продолжение альбома Тридцать шесть видов Фудзи (Хокусай), но в отличие от него, гравюры были монохромны — напечатаны в два цвета — чёрный и серый. На некоторых из гравюр серии художник лишь намекает на присутствие горы Фудзи, показывая её отражение в водах озера или чаше с вином, или её изображение на ширмах.